# Веселка (Житомирская область)
Весе́лка (укр. Веселка) — село на Украине, основано в 1585 году, находится в Любарском районе Житомирской области.
Код КОАТУУ — 1823182101. Население по переписи 2001 года составляет 231 человек. Почтовый индекс — 13115. Телефонный код — 4147. Занимает площадь 12,662 км².

## Адрес местного совета
13116, Житомирская область, Любарский р-н, с.Филинцы, ул.Ватутина, 37